# Phyllis Coates
Phyllis Coates (nacida Gypsie Ann Evarts Stell; Wichita Falls, 15 de enero de 1927-Woodland Hills, 11 de octubre de 2023) fue una actriz de cine y televisión estadounidense, conocida por su papel de la reportera Lois Lane en la película Superman and the Mole Men (1951) y en la primera temporada de la serie de televisión Aventuras de Superman.

## Primeros años
Coates era hija de Jack Stell. Después de graduarse de la escuela secundaria en su natal Wichita Falls, Tejas, se fue a Los Ángeles para estudiar en la Universidad de California en Los Ángeles, aunque otra fuente dice que «asistió a la escuela secundaria en Odessa en el '42 y el '43», pero «se graduó de la escuela secundaria de Hollywood» después de mudarse con su madre a Los Ángeles. Coates aparece (como Gypsy Stell) entre los alumnos del Los Angeles City College.

## Carrera
Un encuentro casual con el animador Ken Murray dio lugar a que Coates trabajara en su espectáculo de variedades como corista. Más tarde sería una de las coristas de Earl Carroll en su Earl Carroll Theatre. En 1946, como Gypsy Stell, realizó una gira con una producción de la USO del musical Anything Goes.
Anunciada como Gypsy Stell, Coates apareció en Blackouts of 1943 de Ken Murray. El 13 de julio de 1944, comenzó su trabajo con 20th Century Fox, después de recibir un contrato de siete años con opción.
Coates firmó un contrato de películas con Warner Bros. que se extendió desde 1948 hasta 1956, y coprotagonizó con George O'Hanlon en los populares cortos cómicos Joe McDoakes.
Coates interpretó a Lois Lane en los primeros 26 episodios de Aventuras de Superman, en la que se le dio igual crédito con George Reeves (a insistencia de Reeves), incluso para los episodios en los que ella no apareció. Su potente grito de «damisela en apuros» fue utilizado con buenos resultados en varios episodios. Después de que concluyó el rodaje de la primera temporada, los productores de Superman suspendieron la producción hasta que encontraran un patrocinador nacional. Cuando en 1953 fue posible filmar más episodios de Superman, Coates ya estaba comprometida con otra serie, por lo que Noel Neill, que había interpretado a Lois Lane en dos seriales de Superman de Columbia, en 1948 y 1950, sustituyó a Coates. Con la muerte de Neill en 2016, Coates fue la última  miembro superviviente del elenco de la serie televisiva.
Tras Superman, Coates hizo tres apariciones especiales en Perry Mason (en «The Case of the Black-Eyed Blonde» en 1958, «The Case of the Cowardly Lion» en 1961 y en «The Case of the Ice-Cold Hands» en 1964). En 1961, interpretó el papel de Elizabeth Gwynn en el episodio «The Little Fishes» de Rawhide. También interpretó a la protagonista titular de Panther Girl of the Kongo.

## Años posteriores
En la década de 1960, cuando se hizo evidente que Aventuras de Superman podría seguir disfrutando de gran popularidad en reestrenos distribuidos mucho más allá del final de su producción en 1957, Coates –como muchos de los otros miembros del elenco tales como Jack Larson, quien interpretó a Jimmy Olsen– trató de distanciarse de la serie, por temor a que podría limitar sus oportunidades. Por mediados de los 60, sin embargo, se había asentado en un cómodo semirretiro como esposa y ama de casa después de casarse con el médico Howard Press en 1962. Reanudó su carrera después de su divorcio en 1986, pero en el período inmediatamente anterior a su divorcio, sus apariciones en cine y televisión fueron poco frecuentes. Una aparición notable fue el de la madre de la protagonista femenina de The Baby Maker en 1970, una película dirigida por James Bridges, pareja sentimental y socio de producción de Jack Larson, que había permanecido un buen amigo de Coates desde su trabajo juntos en Aventuras de Superman.
A pesar de sus recelos declarados acerca de ser recordada sólo como Lois Lane, después de relanzar su carrera Coates accedió a aparecer como la madre de Lois en la serie de televisión 1990 Lois & Clark. Noel Neill, que también interpretó a Lois Lane en el cine y la televisión, ya había interpretado a la madre de Lois en Superman: la película. Desde entonces, se ha convertido en una tradición en las adaptaciones de Superman de que las actrices que han interpretado previamente a Lois Lane interpreten a la madre de Lois. Teri Hatcher, quien interpretó a Lois en Lois & Clark, hizo una aparición en la décima temporada de la serie Smallville como la madre de Lois.

## Vida personal
Coates se casó con el director Richard L. Bare en 1948 y se divorciaron en 1949.Luego se casó con Robert Nelms en 1950 y se divorciaron en 1953. Más tarde se unió el director Norman Tokar en 1955, para luego divorciarse. Estuvo casada además con Howard Press desde 1962 a 1986. Coates tuvo tres hijos.
Phyllis Coates se encontraba alojada en una residencia de Woodland Hills, Los Ángeles, lugar donde falleció el 11 de octubre de 2023, a los 96 años.